# Дзвоники розлогі
Дзво́ники розло́гі (Campanula patula) — дворічна рослина родини дзвоникових. Типовий і поширений представник лучних біоценозів, що не має охоронного статусу. Дуже обмежено використовується в декоративному садівництві.

## Опис

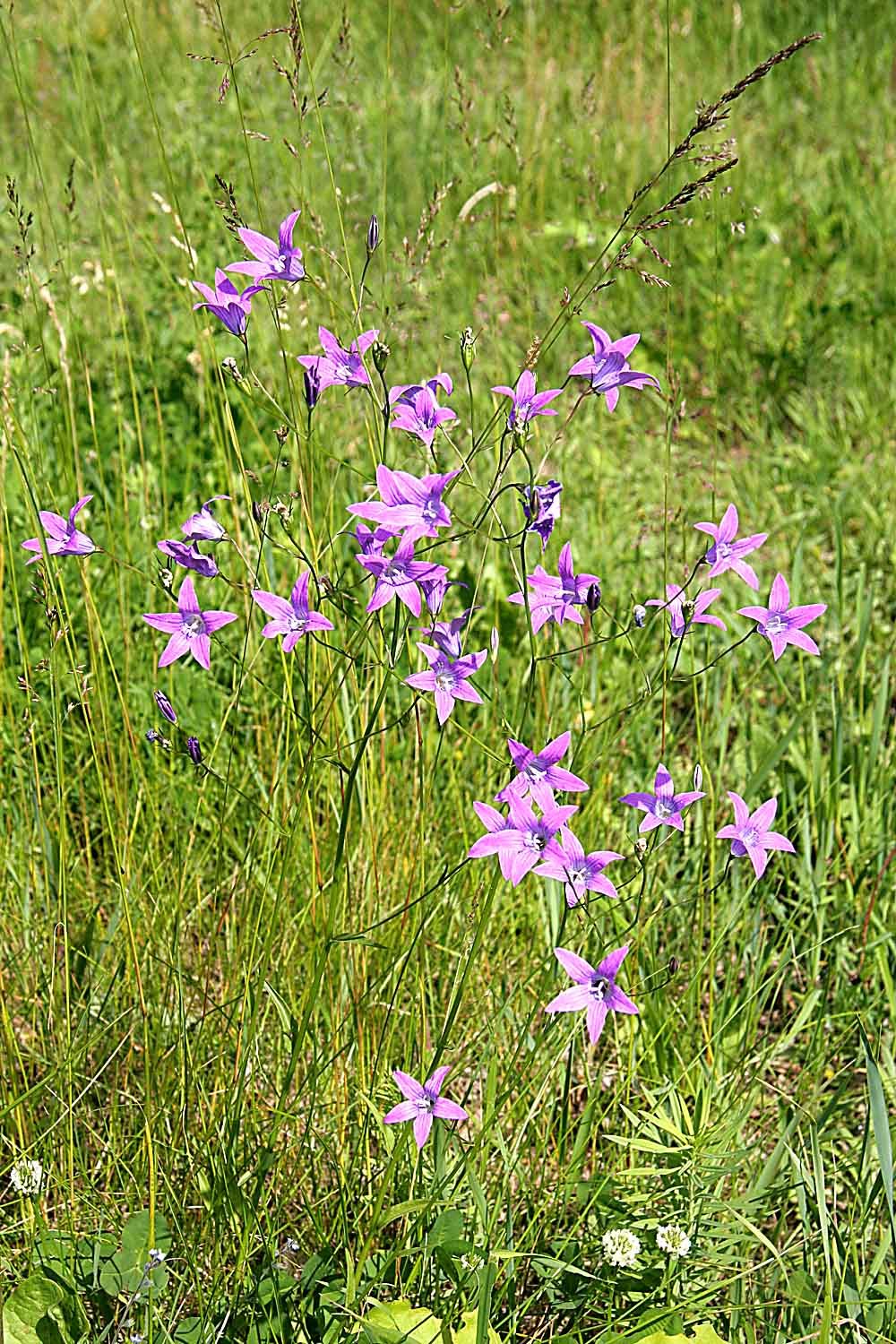
Загальний вигляд суцвіття

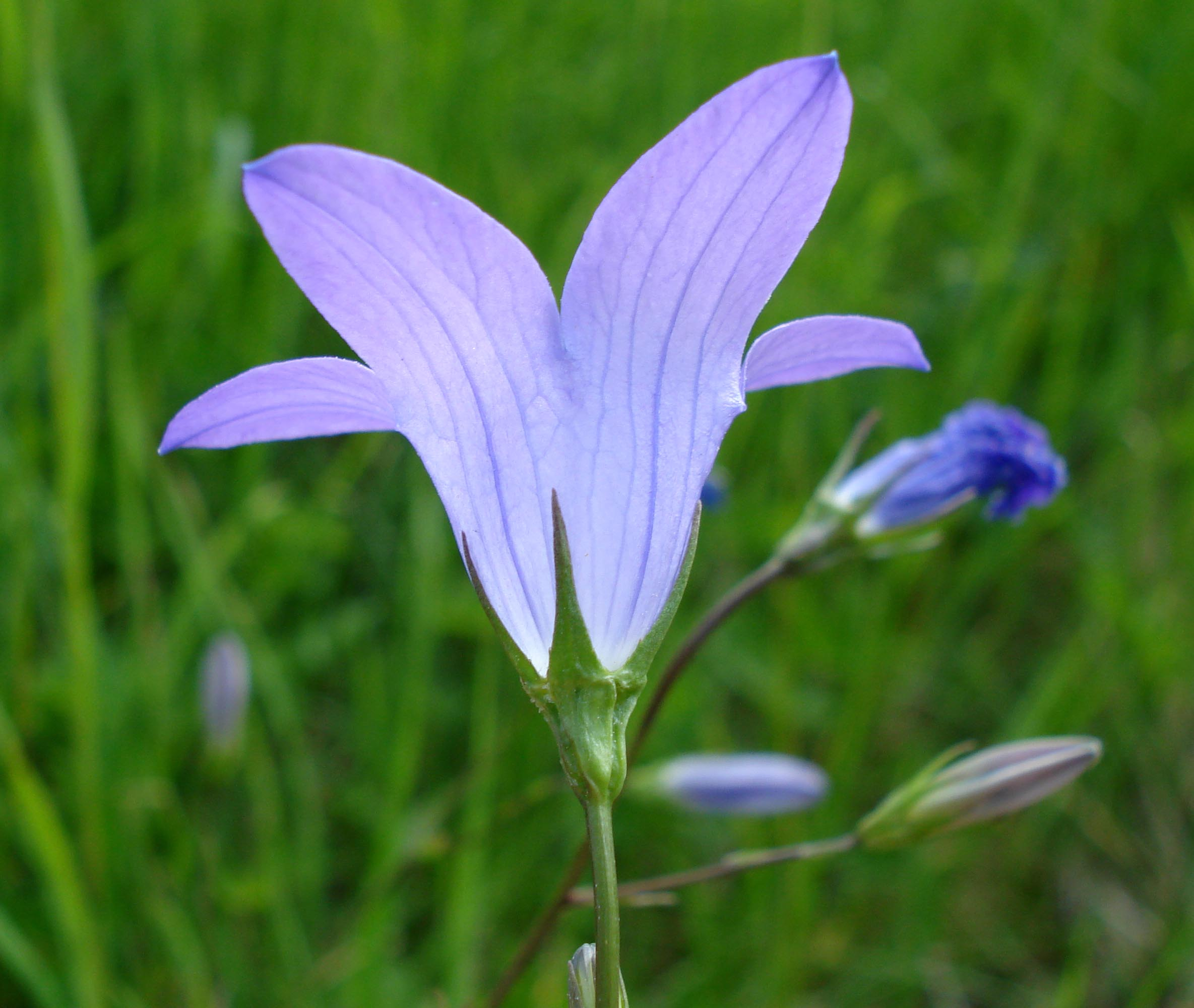
Вигляд оцвітини ззовні

Трав'яниста рослина заввишки 20–80 см, гемікриптофіт. Корінь невеликий, тонкий, розгалужений, білуватий. Стебло прямостояче, гіллясте, часто біля основи червонувате, голе або запушене, з розлогими бічними пагонами, через які ця рослина отримала свою видову назву. Листя спірально розташоване, темно-зелене, лискуче. Нижні листки видовженояйцеподібні, звужені до черешка, городчасті, завдовжки 3-6 см, стеблові — нечисленні, вузьколанцетні, сидячі, цілокраї або невиразно пилчасті, коротші за прикореневі.
Суцвіття — розлога пазушна або верхівкова волоть. Квітки на довгих квітконіжках, лілові, іноді майже білі, актиноморфні, двостатеві, завширшки до 3 см. Чашечка 5-роздільна, гола або шорстко запушена, з шилоподібно-ланцетними, загостреними частками. Віночок лійчастий, розділений на ⅓-½ на 5 широких, яйцеподібних, загострених, відігнутих лопатей. Тичинок 5, тичинкові нитки волохаті. Зав'язь нижня, тригнізда, з синюватим, запушеним, ниткоподібним стовпчиком, що за довжиною дорівнює віночку, і трироздільною приймочкою.
Плід — тригнізда, пряма, конічна коробочка, гола або трохи волохата, що відкривається трьома отворами. Насінини дрібні, яйцеподібні, трохи сплюснуті, блискучі.
Число хромосом 2n = 20 або 40.

## Екологія та поширення
Світлолюбна, морозостійка рослина, яка зростає на свіжих, багатих мінеральними речовинами ґрунтах. Біоценозами цього виду є на луки, узлісся, галявини, покинуті поля, пасовища та пустирі. Квітне з середини травня до кінця липня. Запилюється комахами, переважно бджолами.
Дзвоники розлогі поширені у помірній Європі, включно з Україною, а також у Західному Сибіру.

## Значення
Зрідка вирощують як декоративну рослину. У культурі добре розмножується самосівом.
| Гібіскус | Це незавершена стаття про квіткові рослини. Ви можете допомогти проєкту, виправивши або дописавши її. |